# Maria Franziska Senninger
Maria Franziska Senninger OP (* 18. Juli 1928 in Kirchberg im Wald als Eugenie Maria Senninger; † 20. April 1985 in Regensburg) war eine römisch-katholische Lehrerin, Dominikanerin und Mystikerin. 2016 wurde ein Seligsprechungsprozess eingeleitet.

## Leben
Senninger wuchs mit ihren beiden Geschwistern zuerst in Kirchberg im Wald, ab 1930 in Oberiglbach auf, wo ihr Vater Eugen Senninger an der Volksschule unterrichtete. Ihre Mutter Maria (geb. Schinkinger) prägte das Familienleben durch ein intensives katholisches Glaubensleben. Viele Akzente der Spiritualität von Eugenie Maria wurden dadurch grundgelegt. Um 1940, nach der fünften Volksschulklasse, wechselte sie an die Oberschule für Mädchen in Passau-Niedernburg (heute: Gymnasium der Maria-Ward-Schwestern). Während des Zweiten Weltkriegs leistete ihr Vater Kriegsdienst in Russland, ab 1943 galt er als vermisst. Ihre Mutter übersiedelte darauf mit den Kindern nach Passau. Hier engagierte sich Eugenie Maria in der katholischen Pfarrjugend der Stadtpfarrkirche St. Paul. 1947 legte sie am Gymnasium das Abitur ab und erhielt nach dem Lehramtsstudium an landwirtschaftlichen Berufsschulen eine staatliche Anstellung im Landkreis Passau, wo sie mit der Kongregation der Lehrerinnen (MC) in Kontakt kam.
1955 begann Senninger das Noviziat bei den Dominikanerinnen im Kloster St. Maria in Niederviehbach in Niederbayern und erhielt den Ordensnamen Maria Franziska von den Wundmalen Christi. Nach ihrer Profess unterrichtete sie in den Landkreisen Landshut und Dingolfing, wechselte aber nach der zweiten Staatsprüfung an die Realschule. 1958 sandte die Ordensleitung Senninger an die Mädchenrealschule des Filialklosters St. Josef in Schwandorf. Hier unterrichtete sie mit einjähriger Unterbrechung in Grafenwöhr 26 Jahre.
Senningers Ordensleben war von der genuin apostolischen Ausrichtung ihrer Gemeinschaft geprägt, wozu sich eine tiefe Mystik entfaltete. Ihre Spiritualität war durch eine tiefe Verehrung der Eucharistie und Marienverehrung gekennzeichnet. Erst nach ihrem Tod wurde bekannt, dass sie Visionen und mystische Erlebnisse gehabt haben soll. Sie starb am Vorabend ihres silbernen Professjubiläums, am 20. April 1985, an einem schweren Krebsleiden im Krankenhaus der Barmherzigen Brüder in Regensburg. Ihr Grab befindet sich am Schwesternfriedhof der Dominikanerinnen in Niederviehbach.